# Mistshenkoana chopardi
Mistshenkoana chopardi is een rechtvleugelig insect uit de familie krekels (Gryllidae). De wetenschappelijke naam van deze soort is voor het eerst geldig gepubliceerd in 1966 door Bey-Bienko.